# Matrimonio igualitario en Columbia Británica
El matrimonio igualitario en la provincia canadiense de Columbia Británica se legalizó el 8 de julio de 2003 cuando el Tribunal de Apelación en la provincia declaró que las leyes contra esta forma de matrimonio eran inconstitucionales y discriminatorias.
En mayo de 2003, una declaración anterior del tribunal en la Columbia Británica había recomendado que el gobierno cambiase la ley para permitir esta forma de matrimonio. Entonces, la decisión en julio requirió que la provincia cambiase sus leyes inmediatamente y la Columbia Británica se convirtió en la segunda provincia en Canadá, después de Ontario, en donde es legal el matrimonio homosexual.
Algunas horas después del aviso, Antony Porcino y Tom Graff, dos hombres que habían comenzado el proceso legal, se casaron. Según el gobierno provincial, hubo 735 matrimonios homosexuales en la Columbia Británica durante el primer año.

## Hechos y cifras
En 2003, hubo 735 matrimonios del mismo sexo en Columbia Británica. La mayoría de los 1470 casados residía en los Estados Unidos en lugar de Canadá.

## Encuestas sobre la opinión pública
Una encuesta llevada a cabo entre el 12 de junio y el 6 de julio de 2003 por Environics Researchs han encontrado un margen de 53% - 43% a nivel nacional a favor de los matrimonios homosexuales. La encuesta concluye en Columbia Británica mostrando uno de los más altos niveles de apoyo, pero no da una cifra.
Otra encuesta llevada a cabo entre el 14 de diciembre y el 5 de enero de 2005 por Environics Research encuentra un margen de 54% - 43% a nivel nacional a favor de los matrimonios homosexuales. 214 Columbo-británicos fueron encuestados en la encuesta, y el 60% de los encuestados dijeron que estaban a favor de los matrimonios homosexuales, mientras que el 38% se oponía.